# 高平郡 (北周)
高平郡是北周时期，在今山西晋城市所置的一个郡。

## 沿革
- 北周建德三年，并高都郡、长平郡为高平郡，辖高都、高平二县，属建州。
- 隋代开皇三年，改建州为泽州，高平郡省入泽州。时泽州下辖晋城、高平、阳城、陵川、沁水、端氏6县，州治晋城（今晋城市城区与泽州县）。
- 唐代天宝元年，改泽州为高平郡，属河东道。下辖晋城县、端氏县、阳城县、沁水县、高平县、陵川县6县。
- 唐代乾元元年，改高平郡为泽州，属河东道。
- 宋代至道三年，分天下为15路，泽州高平郡，属河东路。

唐朝高平郡太守
- 韩朝宗（743年—744年）
- 郑某（745年）
- 裴昌（天宝年间）
- 林万宠（天宝年间）